# Pseudothyatira
Pseudothyatira is een geslacht van vlinders van de familie eenstaartjes (Drepanidae), uit de onderfamilie Thyatirinae.

## Soorten
- P. cymatophoroides (Guenée, 1852)
- P. expultrix (Grote, 1863)